# Æthelstan (roi du Sussex)
Pour les articles homonymes, voir Æthelstan (homonymie).
Æthelstan est un roi des Saxons du Sud de la première moitié du VIIIe siècle.

## Biographie
L'existence d'Æthelstan n'est attestée que par une seule charte. Datée de 714 (une erreur pour 717 ou 724), elle concerne une donation du roi Nothhelm aux moines de l'abbaye de Selsey. Æthelstan apparaît comme témoin de cette transaction en tant que Athelstan rex, ce qui implique qu'il partage le pouvoir avec Nothhelm, dont c'est la dernière charte connue. Les modalités exactes de ce partage ne sont pas connues, mais il pourrait avoir été d'ordre territorial, Nothhelm régnant sur la moitié occidentale du Sussex et Æthelstan sur la moitié orientale. Il pourrait avoir succédé à Watt, un autre co-roi de Nothhelm.